# Lewki (stacja kolejowa)
Lewki – posterunek odgałęźny i przystanek osobowy w Lewkach koło Bielska Podlaskiego, w województwie podlaskim, w Polsce

## Ruch pasażerski
| Rok  | Wymiana pasażerska na dobę |
| ---- | -------------------------- |
| 2017 | 0-9                        |
| 2022 | 0-9                        |

Posterunek obsługiwany jest zdalnie ze stacji Bielsk Podlaski. Wznowienie ruchu kolejowego na linii kolejowej nr 52 nastąpiło 15 października 2018 roku.  
Odgałęzienie znajduje się na północ (w kierunku Białegostoku) od przystanku osobowego. Dawniej istniała łącznica umożliwiająca przejazd z linii 32 od strony Czeremchy na linię nr 52 w stronę Hajnówki (posterunki odgałęźne:  Lewki 1 w kierunku Czeremchy i Lewki 2 w kierunku Hajnówki).

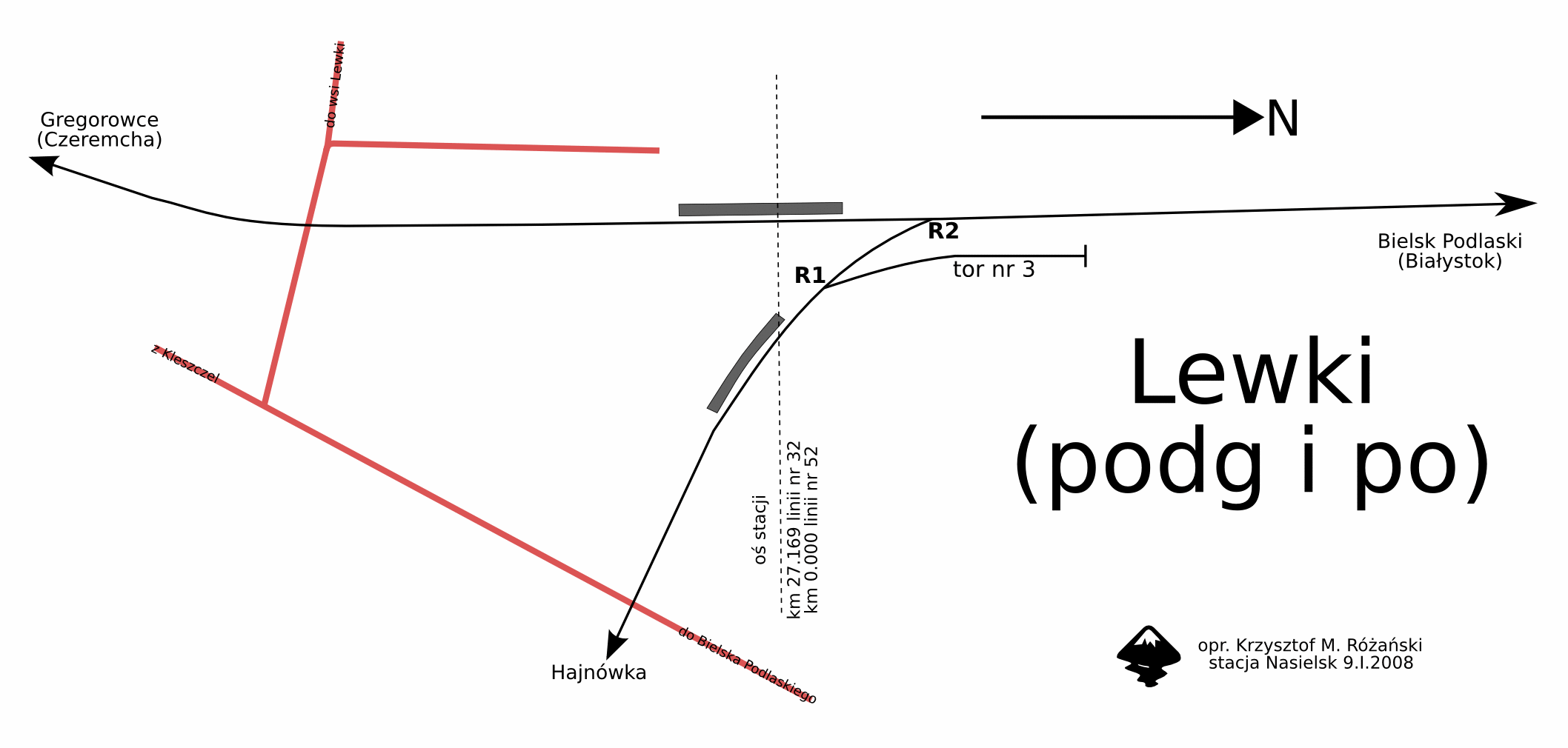
schemat